# Alekszandr Szergejevics Puskin
Alekszandr Szergejevics Puskin (oroszul: Александр Сергеевич Пушкин; Moszkva, 1799. június 6. – Szentpétervár, 1837. február 10.) orosz költő, író, drámaíró, az orosz irodalom fejlődésének meghatározó alakja, aki mindhárom műnemben maradandó alkotásokat hozott létre. A modern orosz irodalmi nyelv megteremtője.

## Élete

### Ifjúsága
1799. június 6-án, a Julián naptár szerint május 26-án született Moszkvában. Ereiben anyai dédapja, Abram Petrovics Hannibal, Nagy Péter cár abesszin tisztje révén (aki tábornoki rangig jutott) afrikai vér is csörgedezett. Erről szól Puskin Nagy Péter szerecsene című elbeszélése.
1811-től a Pétervár közelében fekvő Carszkoje Szeló-i líceum növendékeként mutatta meg először tehetségét. 1817-ben elvégezte a jó hírű gimnáziumot. Még ugyanebben az évben belépett a Zöld lámpa nevű irodalmi társaság tagjainak sorába, mely kapcsolatot tartott a dekabristákkal. Kitiltották az egyetemről, de ekkor már megalapozott költői hírneve volt. Mivel egymásutánban születtek lázító hangú költeményei, a cár 1820-ban száműzte.

### Száműzetésben
Először Kisinyovba került, majd Odesszába és a Krím-félszigetre. A száműzetés ideje alatt bejárta a félszigetet és a Kaukázust. Úti élményei megjelennek a Kaukázusi fogoly és a Bahcsiszeráji szökőkút című műveiben.
1824-ben visszatérhetett a száműzetésből, de anyja Pszkov környékén fekvő mihajlovszkojei birtokát nem hagyhatta el.

### Moszkva és Szentpétervár

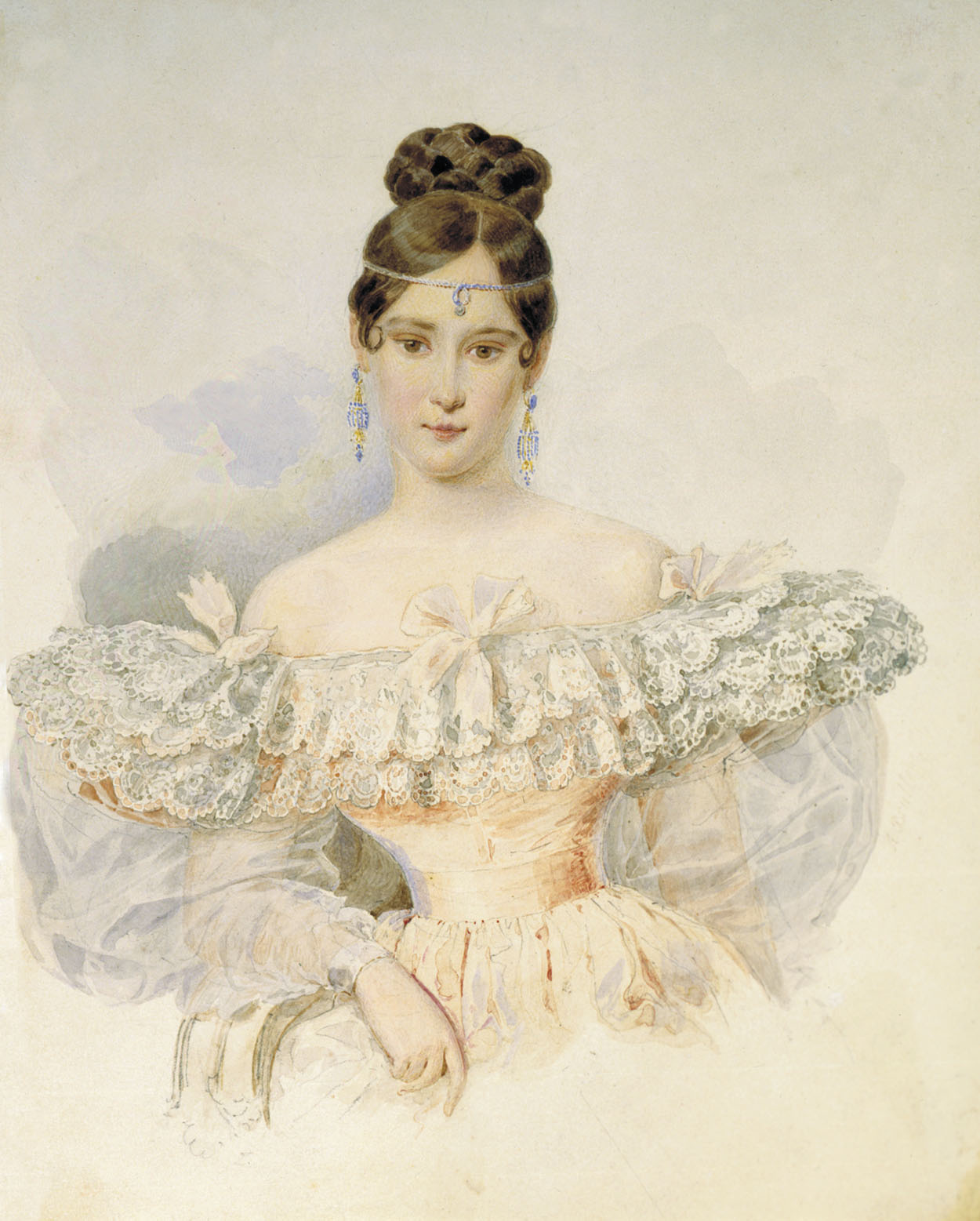
Natalja Nyikolajevna Goncsarova. A. P. Brjullov akvarellje, 1831–1832

Moszkvába, illetve Szentpétervárra csak 1826-ban juthatott vissza, amikor az újonnan trónra lépett cár, I. Miklós udvarába rendelte. Visszatérte után műveit – megjelenésük előtt – személyesen az uralkodó cenzúrázta.
1830-ban bolgyínói birtokukon tartózkodott és rendkívül termékeny alkotói esztendőt hagyhatott maga után. Még ugyanebben az évben feleségül vette Moszkva kiemelkedő szépségét, a 18 esztendős Natalja Nyikolajevna Goncsarovát, s Péterváron telepedtek le. Négy gyermekük született, két fiú s két leány (Marija Alekszandrovna, Alekszandr Alekszandrovics, Grigorij Alekszandrovics és Natalja Alekszandrovna). A költőt állami szolgálatra kötelezték.
1831-ben megismerkedett Gogollal, akivel haláláig jó kapcsolatot tartott fenn.
1833-34-ben ismét a bolgyínói birtokon élt. 1834-ben, hogy becsvágyó feleségének igényeit ki tudja elégíteni, udvari állást vállalt, de csak a legalacsonyabb udvari címet (kamarás-apród) kapta meg.

### Halála
1837-ben, egy affért követően, felesége jó hírének védelmében párbajozott az őt provokáló emigráns Georges Charles d’Anthès francia kalandorral. A párbajban súlyosan megsebesült, amibe harmadnapra, február 10-én (a julián naptár szerint január 29-én) Szentpétervárott belehalt.
Lermontov A költő halála című versében örökítette meg Puskin emlékét:
Meghalt a költő! Tisztasága
rabját gonosz szó fente be
bosszús szívét golyó találta,
aláhorgadt nemes feje!…
S mert alantas sértés, gyalázat
nagy lelkén nem száradhatott,
mint annyiszor már, maga lázadt
a világ ellen – s most halott!… (részlet, ford. Lator László)

### Szabadkőművessége
Puskin szabadkőművességét ugyan egyesek megkérdőjelezik, de azt egyértelműen igazolja egy naplóbejegyzése és egy levele:
Puskin 1821-es naplójában ez szerepel:  „Május 4-én felvettek a szabadkőművességbe.”
Zsukovszkijnak 1826-ban írt levelében található a következő mondat:  „Szabadkőműves voltam a kisinyovi páholyban, pont abban, amely miatt az összes oroszországi páholyt betiltották.” Ez az ironikus véleménye feltehetőleg abból származott, hogy I. Sándor cár nem sokkal belépése után, 1822-ben betiltotta országában a szabadkőművességet.
Egyik állami tisztségéhez 1832-ben olyan nyilatkozatot kellett aláírnia, amelyben kijelenti, hogy nem volt sem szabadkőműves, sem más titkos társaság tagja. Ezt Puskin megtette, de soha senki nem rótta fel neki – pedig a titkosrendőrség révén az illetékesek nyilvánvalóan tudtak mind szabadkőműves, mind más társaságokban játszott szerepéről.

## Pályája, költészete

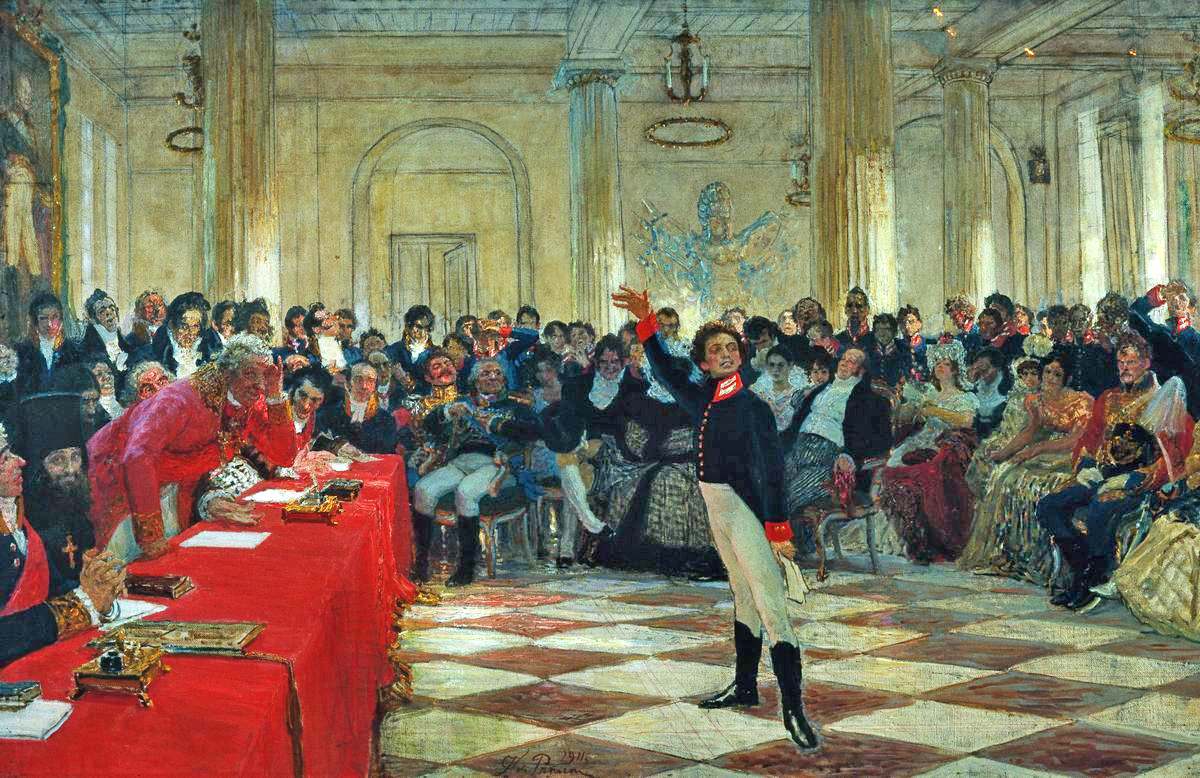
A 14 éves Puskin Gyerzsavin versét szavalja Carszkoje Szelóban Rjepin festményén

### Pályakezdése (1811–1820)
A költészet a szabadságot jelenti számára, a Carszkoje Szeló-i líceumban (1811) ismerkedik meg a szabadgondolkodás szellemével, a líceumban főleg a klasszicizmus kultusza uralkodik. A diákok verseket, költeményeket, antológiákat, folyóiratokat írnak. Legfőbb eszméik közé tartoznak a hedonista életelvek, a nemzeti szabadság és felvilágosodás szabad gondolatai.
Indulása, eszmélése: 14 évesen a Vesztnyik Jevropi közli első költeményét, majd 15 évesen a 18. század népszerű orosz költőfejedelme, Gyerzsavin a líceumban költővé avatja, s Puskint mint „a második Gyerzsavint” említi. Ifjúkori lírájában a dekabristák eszmeköre jelenik meg. Liberális irodalmi társaságok ülésein vesz részt, szatirikus dalokat és epigrammákat illetve politikai verseket ír a rabság és rabszolgaság ellen (pl: Óda a szabadsághoz, Csaadajevhez, A falu). Költeményeinek közös jellemzője a politikai szabadság követelése, a blaszfémikus és a társadalmi ízlés elleni lázadó hang. Ars poeticája ekkor: a művészet a tiltott dolgok színtere. Megírja első nagyszabású elbeszélő költeményét: a Ruszlán és Ludmíla 1820-ban születik meg.

### Romantikus korszaka (1820–1830)
Száműzetésében írta az ún. déli elbeszélő költeményeket: A kaukázusi fogoly (1821), A bahcsiszeráji szökőkút; Бахчисарайский фонтан, (1824) és a Cigányok (1824) című alkotásait. Romantikus poémáiban már ekkor felbukkannak a realista jegyek.
1825–26-ban hazatért Mihajlovszkojéba, anyja birtokára, ahol egyetlen társa a dajka, Arina Rogyionovna. Költeményeiben balsejtelmek és tűnődések, merengő hang, az elmúlás gondolatai jelennek meg.
Történeti tárgyú munkákba kezdett, s megszületett a Borisz Godunov (1825), amellyel megváltoztatja az orosz drámát. Később is ír történelmet feldolgozó munkákat, de utóbbiakban már nem maga az orosz történelem, hanem a művészet és az emberi szenvedélyek felé fordul érdeklődése, mint Mozart és Salieri (1830) illetve A kővendég (1830) című műveiben.
Romantikus életsorsokat és történeteket prózában is feldolgozott, erről árulkodnak Néhai Petrovics Belkin elbeszélései (benne A lövés, A postamester, A parasztruhás kisasszony, A hóvihar), és A pikk dáma. Célja az egyszerű és tömör fogalmazás.
Puskin a dekabrista mozgalom bukása után ismét a nemzeti történeti poéma és regény felé fordul: barátai emlékére írja az Üzenet Szibériába című versét. Költészetében folytatódik a szabadság gondolatának növekedése, s magát a váteszköltő szerepében látja, amiről árulkodik például A próféta (költemény). Nagy Péter korát a nemzeti szerveződés idejének érzi, s úgy reméli, hogy létrejöhet I. Miklós alatt is egy hasonló Oroszország. E gondolat több művében is megjelenik (Nagy Péter szerecsene, Családfám, Poltava, A bronzlovas). A történelmi ábrázolás csúcspontját A kapitány lánya (1836) című regénye jelenti.
Puskin népköltészet iránti vonzódása szorosan összefügg a történelmi érdeklődés gondolatkörével. Régi dalok, mondák motívumai elevenednek meg műveiben, majd az 1830-as évek elején meséket ír, a híresebbek közé tartoznak a Mese Szaltán cárról vagy a Mese a halászról meg a kis halról. Ekkor keletkezik befejezetlen verses drámája, A sellő is. Művészetében egyesül a folklór hagyománya és a fennkölt irodalom.
Romantikus korszakának és életművének csúcspontját világhírű verses regénye, az Anyegin megírása jelenti. Egy 19. századi ifjú nemes ábrázolásával a felesleges ember életérzésének rajzát adja s mindeközben körképet nyújt az orosz életről, társadalomról. Világos és egyszerű stílusban, ám kiforrott zeneiséggel, az Anyegin-strófa eszközével. Már ajánlásában is az olvasót célozza meg:
Nem a hideg, kevély világnak,
Neked szántam regényemet.
Bár adhatnék a hű barátnak
Ennél méltóbb hűségjelet,
Méltót hozzád, szép tiszta lélek,
Te szárnyaló és egyszerű,
Kiben költői álmok élnek,
S álmában élet van, s derű.
Vedd elfogult kezedbe, kérlek,
Pár tarka fejezet csupán,
Van köztük bús is, van vidám is,
Van népies és ideális;
Kissé gyarló gyümölcs talán:
Sok zsenge s hervadt színű évem,
Mulatság, ihlet s egy sereg
Álmatlan éj, borús kedélyem
S hűvös látás termette meg. (ford. Áprily Lajos)

### A romantika klasszicizálása, út a realizmus felé (1830–1837)
1830-ban a költő a Lityeraturnaja Gazetában írt, mely a dekabristák finomabb hangján szólt. Az időszak azonban nemzetközi viszonylatban is forrongó eseményekkel szolgált, egymást követték a koleralázadás, a lengyel forradalom és a párizsi felkelés. A lengyel ügy „családi pöranyag” volt Puskin szemében, s hatására alkotta az Oroszország rágalmazóihoz és A borogyinói évforduló című munkáit.
Az irodalmi életben 1836-tól a Szovremennyik (Kortárs) című folyóirat révén irodalomszervezőként is szerepet játszott. Folyóiratát Szentpéterváron 30 éven át adták ki.

## Művei
Költeményei:
- Óda a szabadsághoz

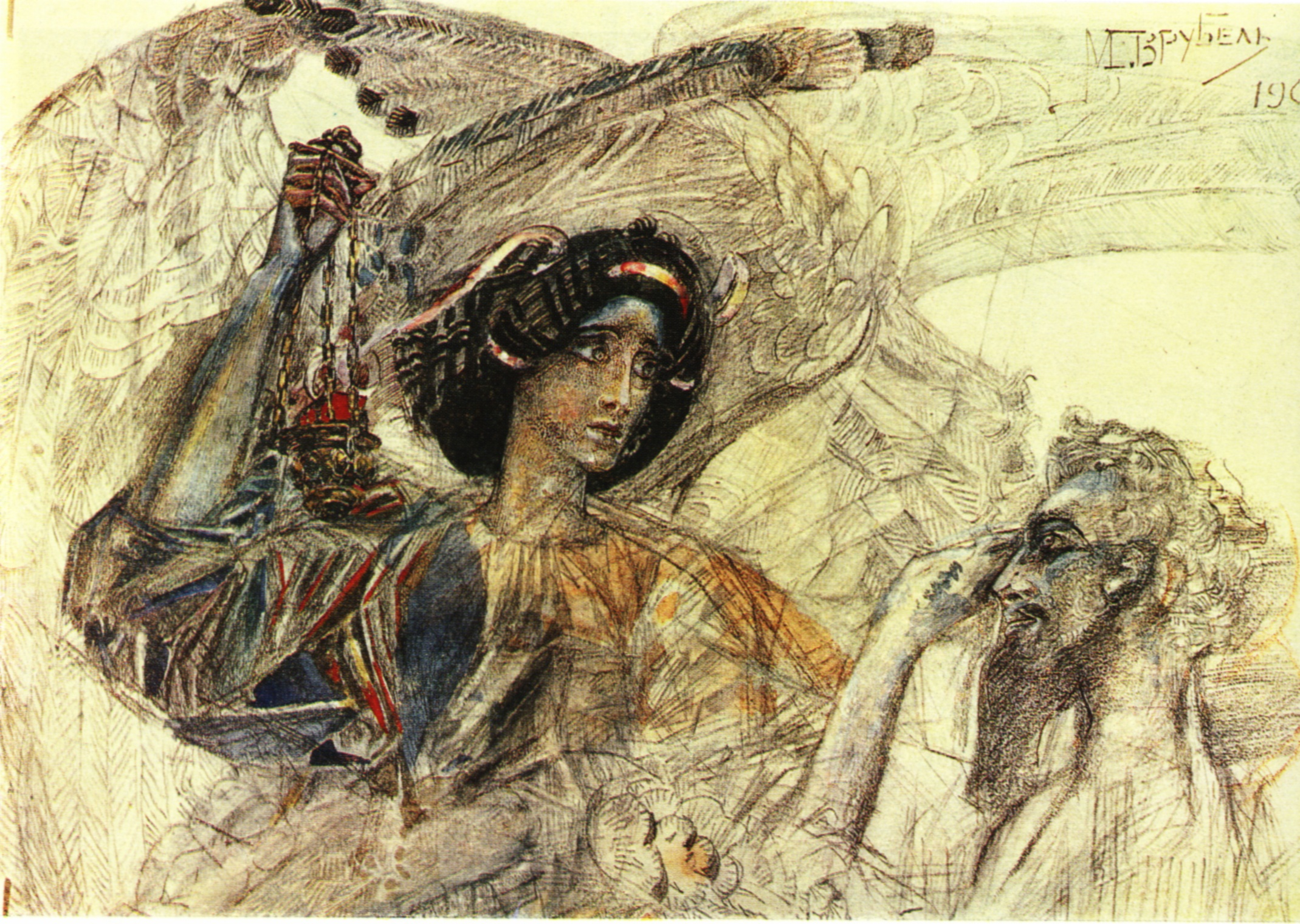
Szeráf Puskin A próféta című verse nyomán, (1905), Mihail Vrubel műve

- Csaadajevhez: a nemesek szabadságtörekvéseiről szól.
- 1818
- A nap tüzét
- A tőr
- A fogoly
- Madárka
- A magvető
- A könyvárus beszélgetése a költővel
- A tengerhez, xxx-hoz(1825)
- Téli este
- A próféta: a műben magára veszi a látnokköltő szerepét.
- Téli utazás
- Üzenet Szibériába: a dekabrista felkelés üldözöttjeinek üzen, buzdítva őket, hogy nemsokára eljön a szabadság.
- A költő és a tömeg
- Téli reggel: szerelmi költemény.
- Szerettem önt
- Az emlékmű

Prózai és verses epikai művei:
- Ruszlán és Ludmíla (Руслан и Людмила) (1820) verses mese, első nagyszabású elbeszélő költeménye
- A kaukázusi fogoly (Кавказский пленник) (1822) poéma
- A bahcsiszeráji szökőkút (Бахчисарайский фонтан) (1824) poéma
- Nagy Péter szerecsene (1826) elbeszélés, első prózában írt epikus munkája. I. Péter kora felé fordul, s onnan merít történelmi példát.
- Cigányok (Цыганы) (1827) poéma, drámai költemény, melynek alaptétele, hogy az emberi szabadság a természetességben keresendő. Ám ezt megcáfolja Epilógusában, amelyben arról olvashatunk, hogy a világból a szabadság teljesen kiveszett.
- Poltava (Полтава) (1829) témája Nagy Péter cár győzelme XII. Károly svéd király felett a poltavai ütközetben, 1709-ben.
- Néhai Ivan Petrovics Belkin elbeszélései (Повести покойного Ивана Петровича Белкина) (1831) elbeszélésciklus, az orosz novella megújítása öt történettel, melyekben az egyszerű kisemberek sorsa felé fordul.
  - A lövés (Выстрел)
  - A hóvihar (Метель)
  - A postamester (Станционный смотритель)
  - A koporsókészítő (Гробовщик)
  - A parasztruhás kisasszony (Барышня-крестьянка)
- Dubrovszkij (Дубровский) (1832–33, megj. 1841) regény, amely valódi történet alapján született.
- A bronzlovas (Медный всадник) (1833) poéma, témája Péter cár hősiessége.
- A pikk dáma (Пиковая дама) (1833) elbeszélés
- Anyegin (Евгений Онегин) (1833) verses regény, Puskin legismertebb műve, életének főműve, "az orosz élet enciklopédiája" (Belinszkij).
- A kapitány lánya (Капитанская дочка) (1836) regény, a Pugacsov-felkelés feldolgozása, a romantika és realizmus elemei keverednek a műben.

Meséi:
- Mese a pópáról meg Baldáról, a szolgájáról (Сказка о попе и о работнике его Балде) (1830)
- Mese Szaltán cárról meg a fiáról, a dicső és hatalmas Gvidon hercegről, meg Lebegyről, a gyönyörű cárlányról (Сказка о Царе Салтане) (1831)
- Mese a halott cárkisasszonyról és a hét vitézről (Сказка о мертвой царевне и семи богатырях) (1833)
- Mese a halászról meg a kis halról (Сказка о рыбаке и рыбке) (1835)
- Mese az aranykakasról (Сказка о золотом петушке)

Drámai művei:
- Borisz Godunov (Борис Годунов) (1830) történelmi dráma, színmű, a shakespeare-i dráma felelevenítése és az orosz dráma megújítása, a tömeg történelemalakító szerepéről szól.
- Mozart és Salieri (Моцарт и Сальери) (1832) dráma
- Lakoma pestis idején (Пир во время чумы) (1833) dráma
- A fukar lovag (Скупой рыцарь)(1836) dráma
- A kővendég (Каменный гость) (1839 megj.) dráma
- A sellő (Русалка) verses dráma, befejezetlen
- Egyiptomi éjszakák

Tanulmányok, értekezések:
- A Pugacsov felkelés története (История Пугачева) (1833–36), értekezés

## Hatása

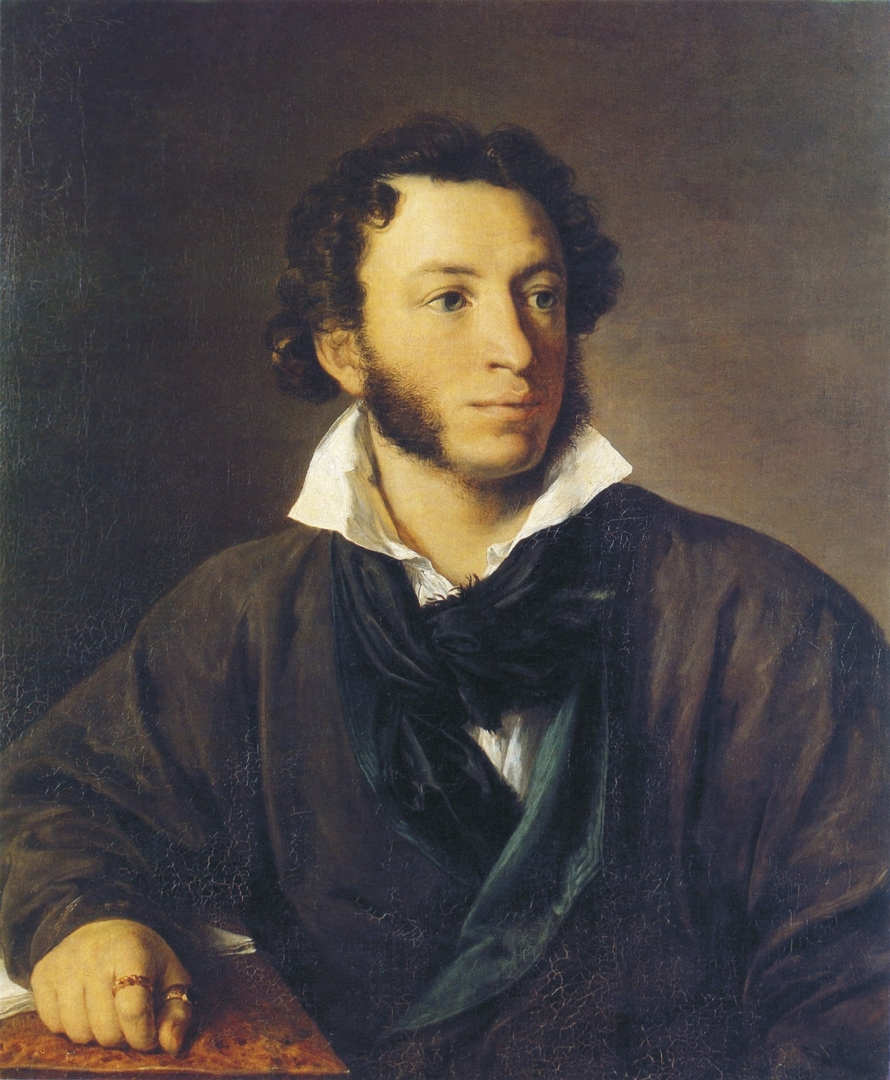
Puskin portréja; Vaszilij Andrejevics Tropinyin képe (1827)

### Zene
- Csajkovszkij: Jevgenyij Anyegin
- Csajkovszkij: A pikk dáma
- Muszorgszkij: Borisz Godunov
- Glinka: Ruszlán és Ludmilla
- Rimszkij-Korszakov: Mozart és Salieri
- Rimszkij-Korszakov: Mese Szaltán cárról
- Rimszkij-Korszakov: Az aranykakas
- Dargomizsszkij: A kővendég
- Rachmaninov: A fukar lovag
- Aszafjev: A bahcsiszeráji szökőkút

## Fordítói
- magyarul: Brodszky Erzsébet, Bérczy Károly, Szász Károly, Szabó Endre, Áprily Lajos, Tóth Árpád, Szabó Lőrinc, Illyés Gyula, Csuka Zoltán, Galgóczy Árpád, Lator László stb.
- franciául: Prosper Mérimée

## Magyarul

### 1919-ig
- Puskin költői beszélyei / A bakcsiszeráji forrás, vagy A Könyvforrás; ford. Cserényi Imre; Zilahy, Pest, 1864
- Puskin Sándor–Lermontoff Mihály: Északi fény. Költemények; ford., előszó Zilahy Imre; Emich, Pest, 1866
- Puskin Sándor: Anyégin Eugén. Regény versekben; ford. Bérczy Károly; Emich Ny., Pest, 1866
- Orosz beszélyek; ford. Csopey László; Franklin, Bp., 1882 (Olcsó könyvtár)
- Puskin Sándor: A kapitány leánya. Regény; ford. Ambrozovics Dezső; Franklin, Bp., 1896 (Olcsó könyvtár)

### 1919–1944
- Pique dáma; ford. Trócsányi Zoltán; Genius, Bp., 1920 (Genius-könyvtár)
- Puskin Sándor: Pique-dáma; ford. Malonyay János; Sacelláry, Bp., 1920
- Puskin Sándor: Anyégin Eugén. Verses regény; ford. Bérczy Károly, sajtó alá rend. Bárczy Gusztáv; Rózsavölgyi, Bp., 1920
- A kapitány lánya; ford. Honti Rezső; Athenaeum, Bp., 1921 (Olcsó regény)
- Hóvihar. Az eredeti teljes szöveg és hű magyar fordítása; ford. Trócsányi Zoltán; Lantos, Bp., 1921 (Kétnyelvű klasszikus könyvtár)
- Dubrovszkij. Regény; ford. Szabó György; Vernay, Wien, 1922 (Regényfüzér)
- Dubrovszky. Regény; Tolnai, Bp., 1924 (Tolnai regénytára)
- A postamester. Elbeszélések; ford. Haiman Hugó; Kner, Gyoma, 1927
- Puskin Sándor: Tiszta szerelem. Regény; ford. Rogoz Oszkár; Rottmann, Bp., 1928 (Legszebb könyvek tára)
- Puskin Sándor: Dubrovszky. Regény; ford. Rogoz Oszkár; Rottmann, Bp., 1928 (Legszebb könyvek tára)
- Furcsa esküvő; ford. Bodnár István, Bodnár István Könyvkiadó, Bp., 1943 (Szórakoztató regények)
- A lázadó férfi; Soóky, Bp., 1943
- A pikkdáma; ford. P. Ábrahám Ernő; Áchim, Bp., 1943 (Százezrek könyve)

### 1945–1989
- Két kis dráma / Mozart és Salieri / Don Juan kő-vendége; ford. Gáspár Endre; Faust, Bp., 1945
- Anyégin Eugén. Verses regény; ford. Mészöly Gedeon; Keresztes, Bp., 1945
- Aranyhal-meséje; ford. Trencsényi W. Imre; Új Idők, Bp., 1946
- Dubrovszkij; ford. Zsombor János; Szikra, Bp., 1947 (Szikra regénytár)
- Borisz Godunov; ford. Gáspár Endre, előszó Lukács György; Dante, Bp., 1947
- Piquedáma; Stettler Zoltán, Bp., 1947 (Express regények)
- A kolomnai házikó. Elbeszélő költemény; ford. Gáspár Endre; Új Magyar Könyvkiadó, Bp., 1948
- Poltáva. Hősköltemény; ford. Szegő György; "Orosz könyv", Bukarest, 1949
- Puskin válogatott művei. Költemények és egyéb verses munkák; ford. Aczél Tamás et al.; Szikra–Új Magyar Könyvkiadó, Bp., 1949
- Mese az aranykakasról; ford. Trencsényi-Waldapfel Imre; Szikra, Bp., 1949
- Mese a halászról meg a halról; ford. Trencsényi-Waldapfel Imre; Szikra, Bp., 1949
- Versek. Szimonov Konstantin tanulmányával; ford. Lajtha Géza Állami Kiadó, Bukarest, 1949
- Mesék; ford. Salamon László, Rózsa Alíz, Vajda Béla; Orosz Könyv, Bukarest, 1949
- Műsoranyag; Új Magyar Könyvkiadó, Bp., 1949 (Magyar-szovjet füzetek)
- Nulin gróf. Verses kis tréfás história; ford., tan. Mészöly Gedeon; Városi Ny., Szeged, 1949 ("Nép és nyelv" különnyomatai)
- A. Sz. Puskin válogatott munkái; Ragyanszka Skola, Kijev–Uzshorod, 1950 (Klasszikusok iskolai könyvtára)
- Ruszlán és Ludmilla; ford. Fodor András; Franklin, Bp., 1950
- Mese a nagy Szaltan cárról, fiáról és a tündérszép hattyú-királylányról; ford. Gál László; Testvériség-Egység, Noviszád, 1950
- Ruszlán és Ludmilla; ford. Szegő György; Orosz könyv, s.l., 1950
- Puskin válogatott versei; összeáll. Kardos László; Új Magyar Könyvkiadó, Bp., 1951 (Szépirodalmi kiskönyvtár)
- Mese Szaltán cárról és egyéb mesék; ford. Áprily Lajos et al.; Ifjúsági, Bp., 1953
- Jevgenyij Anyegin. Verses regény; ford. Áprily Lajos; Új Magyar Kiadó, Bp., 1953
- Regények és elbeszélések; ford. Szöllősy Klára et al., utószó Kelemen Sándor; Új Magyar Kiadó, Bp., 1955
- A bahcsiszeráji szökőkút; ford. Szabó Lőrinc; Magyar Helikon, Bp., 1957
- Visztrel / A lövés. Novella; ford. Gyöngyi László; Terra, Bp., 1957 (Kétnyelvű kis könyvtár)
- Puskin válogatott versei / Izbrannije sztyihotvorenyija; szerk., bev. Radó György, jegyz. Erdődi József; Corvina, Bp., 1957 (Kétnyelvű klasszikusok)
- Versek; ford. Franyó Zoltán, bev. Máthé Ernő; Az Orosz Könyv, Bukarest, 1958
- Mese a halászról és a kis halról; ford. Vas István; Minerva, Bp., 1959
- A pikk dáma és egyéb elbeszélések; ford. Brodszky Erzsébet, Trócsányi Zoltán, utószó Apostol András; Európa, Bp., 1960 (Világirodalmi kiskönyvtár)
- A bronzlovas. Elbeszélő költemények; ford. Hegedüs Géza et al.; Irodalmi, Bukarest, 1962
- Mese Szaltán cárról, óriás fiáról Gvidon Szaltánovics hercegről és a csodaszép királykisasszonyról, Lebedáról; ford. Kapuvári Béla; Ifjúsági, Bucureşti, 1963
- Elbeszélő költemények; ford. Áprily Lajos et al., bev. Barátné Sevcsuk Nyina, jegyz. Áprily Lajos, E. Fehér Pál; Európa, Bp., 1963 (A világirodalom klasszikusai)
- Alekszandr Puskin válogatott költői művei; ford. Áprily Lajos et al., szerk. biz. Hidas Antal, Illyés Gyula, Kardos László, jegyz. Áprily Lajos, E. Fehér Pál; Európa, Bp., 1964
- Mesék; ford. Áprily Lajos et al.; Móra, Bp., 1970
- A pikk dáma  és más elbeszélések; ford. Brodszky Erzsébet et al., jegyz. Gerencsér Zsigmond; Magyar Helikon–Európa, Bp., 1974
- Levelek; ford. Lothár László et al., vál., jegyz. Pór Judit; Európa, Bp., 1980 (Alekszandr Puskin művei)
- Cikkek, történelmi tanulmányok, napló; vál. Pór Judit, jegyz. Gerencsér Zsigmond, Pór Judit, ford. Balassa Anna et al.; Európa, Bp., 1981 (Alekszandr Puskin művei)
- Mese Szaltán cárról meg a fiáról, a dicső és hatalmas Gvidon hercegről, meg a Lebegyről, a gyönyörű cárlányról; ford. Kormos István; Móra, Bp., 1982
- Két magyar Anyegin. Puskin verses regénye; ford. Bérczy Károly, Áprily Lajos, esszé Bérczy Károly, Krúdy Gyula; Európa, Bp., 1984

### 1990–
- Jevgenyij Anyégin. Verses regény. Teljes, gondozott szöveg; ford. Galgóczy Árpád, szöveggond., jegyz. Gránicz István; Ikon, Bp., 1992 (Matúra Klasszikusok)
- Mesék. Házi olvasmány 3. Az általános iskolák 3. osztálya számára; ford. Vas István, sajtó alá rend. Laslo Blasskovic; Zavod za udzbenike i nastavna sredstva, Beograd, 1994
- Puskin versei Baka István fordításában; szerk. Fejér Ádám, előszó Baróti Tibor, utószó Szalma Natália; JATE, Szeged, 1996 (JATE kultúrtörténeti stúdiumok)
- A szökőkutak hűvösében. Versek; vál., utószó Baranyi Ferenc, bev. Hima Gabriella, ford. Baka István et al.; Eötvös, Bp., 1999 (Eötvös klasszikusok)
- A rézlovas; ford. Galgóczy Árpád; Békéscsaba, Tevan, 1999
- Az öreg halász és nagyravágyó felesége; A. Sz. Puskin meséje alapján, ford. Cserna György; Alexandra, Pécs, 2001 (Térbeli mesekönyv)
- Anyegin / Válogatott írások; ford. Áprily Lajos, Márkus Gyula, Wessely László; Magyar Könyvklub, Bp., 2002 (Iskola – könyv)
- Puskin titkos naplója. 1836–1837; ford. Csörögi István, bev. Mihail Armalinszkij; Tóth Könyvkereskedés, Debrecen, 2003
- Borisz Godunov; ford. Radnai Annamária, Térey János; in: Színház, 2003/jún.
- Szerettem önt... Válogatás Alekszandr Puskin költészetéből; ford. Galgóczy Árpád; Eötvös, Bp., 2004 (Eötvös klasszikusok)
- Angelo és más; ford. Baranyi Ferenc; Hungarovox, Bp., 2005
- Regények, elbeszélések; szerk., előszó, jegyz. Kalavszky Zsófia; Európa, Bp., 2009
- Jevgenyij Anyegin; ford. László György; László György, Bp., 2009
- Szabadság árva magvetője. 110 vers; vál., ford. Soproni András; Európa, Bp., 2022

## Szakirodalom
- Bakcsi György: Tíz orosz kisregény (A pikk dáma)
- Gránicz István: Alekszandr Puskin: Jevgenyij Anyégin. Matúra Klasszikusok sorozat (Budapest, IKON Kiadó, 1992)
- Hetesi István: Művek, kapcsolódások. Puskin- és Turgenyev-tanulmányok (Pro Pannonia, Pécs, 1999)
- Hetesi István: Kánon és elhajlás. Byron: A kalóz és Puskin: A kaukázusi fogoly című elbeszélő költeménye (Nagy I.-Merényi, 353-360. o.)
- Kalavszky Zsófia: Beszédmód és költői szemantika A. Puskin Cigányok c. elbeszélő költeményében (Első század. Orosz szám, szerk.: Kroó Katalin, ELTE BTK HÖK, 2002, I., 57-79. old.)
- Kocsis Géza: Horatius és Puskin költői halhatatlansága, mint az irodalmi hagyomány része. Horatius III. 30. ódája és Puskin Az emlékmű című verse. (Orosz szám, szerk.: Kroó Katalin ELTE BTK HÖK, 2002, I., 79-99. old.)
- Kovács Árpád: Studia Russica Budapestinensia I. Пушкин и Пастернак. Материалы Второго Пушкинского Коллоквиума Puskin és Paszternak. A második Nemzetközi Budapesti Puskin-Kollokvium dokumentumai. (Az ELTE Keleti Szláv és Balti Filológiai Tanszéke és az Eötvös József Collegium kiadványa. Eötvös–Füzetek XIX. Társszerkesztő: Nagy István. Budapest, 1991.)
- Kovács Árpád: Szempontok az „Anyegin” poétikai és műfaji meghatározásához. In: Tanulmányok a kelet-európai irodalmak és nyelvek köréből. Dobossy László 70. születésnapjára. (Budapest, 1980)
- Lotman, Jurij: Puskin (Mérleg sorozat)
- Mezősi Miklós: Kanonizált történelem és a költői hagyomány. A zavaros idők krónikásai. Puskin és Muszorgszkij. (Budapest, Aula Kiadó, 1999)
- Péter Mihály: „Pár tarka fejezet csupán…” Puskin „Jevgenyij Anyegin”-je a magyar fordítások tükrében. (Budapest, Nemzeti Tankönyvkiadó, 1999)
- Pálfi Ágnes: Puskin-elemzések (Vers és próza), Modern Filológiai Füzetek 54. (Budapest, Akadémiai Kiadó, 1997)
- Baróti Tibor: Nézőpont és értékelés az orosz romantikus lírában – „Mit jelent a suttogásod?”, (szerk.: Nagy I., Merényi A., 342-353. o.)
- Zsirmunszkij, Viktor: Byron és Puskin. In: Bókay-Vilcsek: A modern irodalomtudomány kialakulása, Szöveggyűjtemény. (Osiris, Budapest, 1998, 300-316. o.)

### Művei
- Nagy Péter szerecsene (orosz)
- Anyegin, MEK
- A kapitány lánya, MEK
- Mesék, MEK
- Jevgenyij Anyegin kritikai kiadása a net-en (orosz)
- A kővendég (orosz)

### Szakirodalom
- Szabó Endre: Képek az orosz irodalomból, Nyugat, 1922.
- Az orosz és magyar irodalom, festészet, szobrászat, zene – mint az egyetemes kultura része, Készítette: Vágvölgyi Anna 2000. Archiválva 2007. október 1-i dátummal a Wayback Machine-ben
- Puskin a Literatura.hu oldalon
- Nagy nemzeti költők, Puskin és Petőfi Archiválva 2007. május 1-i dátummal a Wayback Machine-ben